# Episodi di Avventure in elicottero (seconda stagione)
La seconda stagione della serie televisiva Avventure in elicottero (Whirlybirds) è andata in onda negli Stati Uniti dal 3 febbraio 1958 al 26 gennaio 1959 in syndication.
| nº | Titolo originale          | Prima TV USA     | Titolo italiano | Prima TV Italia |
| -- | ------------------------- | ---------------- | --------------- | --------------- |
| 1  | Seven Were Trapped        | 3 febbraio 1958  |                 |                 |
| 2  | The Ashley Case           | 10 febbraio 1958 |                 |                 |
| 3  | Hit and Run               | 17 febbraio 1958 |                 |                 |
| 4  | The Runaway               | 9 agosto 1957    |                 |                 |
| 5  | The Brothers              | 3 marzo 1958     |                 |                 |
| 6  | Search for an Unknown Man | 10 marzo 1958    |                 |                 |
| 7  | The Killer                | 17 marzo 1958    |                 |                 |
| 8  | Unwanted                  | 24 marzo 1958    |                 |                 |
| 9  | Mister Q                  | 31 marzo 1958    |                 |                 |
| 10 | Seven Orchids             | 7 aprile 1958    |                 |                 |
| 11 | Father and Son            | 14 aprile 1958   |                 |                 |
| 12 | Time Out of Mind          | 21 aprile 1958   |                 |                 |
| 13 | Buy Me a Miracle          | 28 aprile 1958   |                 |                 |
| 14 | Infra-Red                 | 5 maggio 1958    |                 |                 |
| 15 | An Apple for the Teacher  | 12 maggio 1958   |                 |                 |
| 16 | Blind Date                | 19 maggio 1958   |                 |                 |
| 17 | Blind Victory             | 26 maggio 1958   |                 |                 |
| 18 | Copters and Robbers       | 2 giugno 1958    |                 |                 |
| 19 | If I Were King            | 9 giugno 1958    |                 |                 |
| 20 | Dog Gone                  | 17 giugno 1958   |                 |                 |
| 21 | Fear                      | 23 giugno 1958   |                 |                 |
| 22 | Time to Kill              | 30 giugno 1958   |                 |                 |
| 23 | Two Came Back             | 7 luglio 1958    |                 |                 |
| 24 | Summit Meeting            | 14 luglio 1958   |                 |                 |
| 25 | Robert Dixon, M.D.        | 20 ottobre 1958  |                 |                 |
| 26 | Uncle Pete                | 27 ottobre 1958  |                 |                 |
| 27 | Hideout                   | 1958             |                 |                 |
| 28 | Baby Face                 | 1958             |                 |                 |
| 29 | Glamour Girl              | 1958             |                 |                 |
| 30 | Address Unknown           | 1958             |                 |                 |
| 31 | Story of Sister Bridgit   | 1º dicembre 1958 |                 |                 |
| 32 | The Midnight Show         | 1958             |                 |                 |
| 33 | 27 Pieces of Gold         | 1958             |                 |                 |
| 34 | Dead on Arrival           | 1958             |                 |                 |
| 35 | Act of Fate               | 1958             |                 |                 |
| 36 | Always a Gentleman        | 5 gennaio 1959   |                 |                 |
| 37 | Road Block                | 12 gennaio 1959  |                 |                 |
| 38 | C.O.D.                    | 19 gennaio 1959  |                 |                 |
| 39 | Rest in Peace             | 26 gennaio 1959  |                 |                 |

## Seven Were Trapped
- Prima televisiva: 3 febbraio 1958

### Trama
- Guest star: Ann Morrison (Mrs. Heller), Cynthia Chenault (Jamie Heller), Stephen Joyce (Jimmy Heller), Chuck Hayward (First Rescue Worker), Sid Howe (Second Rescue Worker), Dennis McCarthy (Third Rescue Worker), George Selk (First Miner), Ray F. Glenn (Second Miner), Sam Edwards (Third Miner), Stephen Ellsworth (Williams), Naomi Stevens (Mrs. Cermark)

## The Ashley Case
- Prima televisiva: 10 febbraio 1958

### Trama
- Guest star: Joan Tabor (Dorothy), Bartlett Robinson (Dreyden), John McNamara (Ashley), Michael St. Angel (Hobbs), Joyce Meadows (Mrs. Hobbs), Charles H. Gray (Basset), Fred Gabourie (Diver)

## Hit and Run
- Prima televisiva: 17 febbraio 1958

### Trama
- Guest star: John Forbes

## The Runaway
- Prima televisiva: 9 agosto 1957

### Trama
- Guest star: Wilton Graff (dottor Bradley), Harry Jackson (dottor Townsend), Robert Blake (Jose), Gloria Castillo (Maria), Jan Arvan (Carlos)

## The Brothers
- Prima televisiva: 3 marzo 1958

### Trama
- Guest star: Richard Beymer (John Thompson), Whit Bissell (Henry Thompson), Virginia Christine (Mrs. Thompson), Johnny Crawford (Timmy Thompson), Mark Tapscott

## Search for an Unknown Man
- Prima televisiva: 10 marzo 1958

### Trama
- Guest star: Barney Phillips (Dawson), Pernell Roberts (Reynolds), Jean Allison (Vickie), Francis McDonald (Halsey), Rusty Lane (sceriffo), Nesdon Booth (assistente/ addetto), Milton Parsons (Third Bully)

## The Killer
- Prima televisiva: 17 marzo 1958

### Trama
- Guest star: James Bell (Art Masters), Benny Baker (Irv), Roy Engel (Casey Stone), Victor Millan (Chico), Art Aragon (Jackie), Rex Ingram (Joe), Fintan Meyler (Blonde), Marjorie Owens (Mrs. Powell), Jack Perkins (conducente del bus), Sam Gilman (Patterson), Dick Miller (Pete Powell)

## Unwanted
- Prima televisiva: 24 marzo 1958

### Trama
- Guest star: Angela Greene (Shirley Madison), Janine Perreau (Kathy Sloane), Larry Kerr (Carter Madison), Maris Wrixon (Mrs. Sloane), John Close (capitano Blake), Edwin Jerome (Grant Madison), Ralph Moody (Caretaker), Tommy Rettig (Bobby)

## Mister Q
- Prima televisiva: 31 marzo 1958

### Trama
- Guest star: Arthur Space (Mr. Scoville), Frank Ferguson (Dooley), Richard Eyer (Bobby), Kay Stewart (Mrs. Scoville), Troy Melton (Sam)

## Seven Orchids
- Prima televisiva: 7 aprile 1958

### Trama
- Guest star: Madlyn Rhue (Phyllis Bolling), Vinton Hayworth (William Bolling), Mary Patton (Mary Conover), Cyril Delevanti (Ben Wilgus), Michael Binn (sceriffo), Howard Wright (padre), Chuck Webster (Butler)

## Father and Son
- Prima televisiva: 14 aprile 1958

### Trama
- Guest star: Bruce Gordon (Bugsy Fuller), William Kendis (Dan Carter), Mel Welles (Big Steve Harris), June Dayton (Alice Fuller), Jimmy Baird (Tommy Fuller), Amanda Randolph (Bertha Cox), Vince Williams (Las Vegas Radioman), Lillian Adams (Drugstore Clerk)

## Time Out of Mind
- Prima televisiva: 21 aprile 1958

### Trama
- Guest star: Val Dufour (Jerry Paterson), Edward Binns (Doug Jessop), Harry Lewis (Martin Vickers), James Parnell (uomo), Jeanette Taylor (cameriera)

## Buy Me a Miracle
- Prima televisiva: 28 aprile 1958

### Trama
- Guest star: Frank Puglia (Padre), Robert Brubaker (Mr. Downing), Tom Keene (sergente Patterson), Dudley Owen, Cecil Kellaway (Padre)

## Infra-Red
- Prima televisiva: 5 maggio 1958

### Trama
- Guest star: Russell Thorson (Andy Anderson), Dabbs Greer (Jim Burdette), Ann Morriss (Mary Burdette), Joey Faye (Drug Dealer)

## An Apple for the Teacher
- Prima televisiva: 12 maggio 1958

### Trama
- Guest star: Kathryn Givney (Miss Churchill), Arthur Hanson (Tyler), Willard Thompson (Manager)

## Blind Date
- Prima televisiva: 19 maggio 1958

### Trama
- Guest star: Jean Allison, Russ Bender

## Blind Victory
- Prima televisiva: 26 maggio 1958

### Trama
- Guest star: Fay Spain (Blonde), Burt Metcalfe (Murderer)

## Copters and Robbers
- Prima televisiva: 2 giugno 1958

### Trama
- Guest star: Norma Eberhardt (Runaway Bride), David Alpert ('Brother')

## If I Were King
- Prima televisiva: 9 giugno 1958

### Trama
- Guest star: Nico Minardos (John Frederick), Jolene Brand (Lucy), Raymond Greenleaf (Dean Buchanan), Peter Coe (Bohm), John Wengraf (Phillip Frank), Lillian Powell (Mrs. Ames)

## Dog Gone
- Prima televisiva: 17 giugno 1958

### Trama
- Guest star: Donald Randolph (Walters), Patty Ann Gerrity (Meg), Wendy Stuart (Patricia), Jeanne Bates (Mrs. Patterson), Paul Hahn (Secretary), Michael Hale (Butler), Harrison Lewis (Proprietor)

## Fear
- Prima televisiva: 23 giugno 1958

### Trama
- Guest star: Walter Coy (dottor Morgan), Stephen Joyce (Curt Elroy), Frances Robinson (Second Nurse), Hugh Sanders (Chief Palmer), Ralph Reed (Cliff Garner), Lillian Hamilton (First Nurse), Bob Wehling (First Fireman), Bud Slater (Joe Voze), Fred Coby (First Guard), Herbert Lytton (First Doctor)

## Time to Kill
- Prima televisiva: 30 giugno 1958

### Trama
- Guest star: Frank Watkins (sceriffo)

## Two Came Back
- Prima televisiva: 7 luglio 1958

### Trama
- Guest star: Gigi Perreau (Diane)

## Summit Meeting
- Prima televisiva: 14 luglio 1958

### Trama
- Guest star: Lee Farr (Colton), James Seay (maggiore Edward Lawrence), Ben Wright (Prof. Winters), Joseph V. Perry (Al Dorn), Kenneth Patterson (colonnello Peters), George Pelling (Adamson), Coulter Irwin (tenente)

## Robert Dixon, M.D.
- Prima televisiva: 20 ottobre 1958

### Trama
- Guest star: Robert Vaughn (dottor Bob Dixon), Walter Reed (capitano Bowers), Nelson Leigh (dottor John Dixon), Henry Hunter (dottor Simon), Natalie Masters (infermiera), Paul Gary (Frank), Eduardo Ciannelli (Mike Risel)

## Uncle Pete
- Prima televisiva: 27 ottobre 1958

### Trama
- Guest star:

## Hideout
- Prima televisiva: 1958

### Trama
- Guest star: Alan Baxter (Deputy Pete Burns), Douglas Dick (Larry Wilson), Ray Stricklyn (Tom Wilson), Lewis Martin (sceriffo), Laurie Mitchell (Betty), Eddy Grove (Jed Morrow), James Parnell (meccanico), Sydney Lassick (Cook)

## Baby Face
- Prima televisiva: 1958

### Trama
- Guest star:

## Glamour Girl
- Prima televisiva: 1958

### Trama
- Guest star: Jean Willes (Jessica Johns), Charles Aidman (Hank Davis), Angela Cartwright (Susan Davis), Fintan Meyler (Jean Davis), Robert Brubaker (poliziotto), Robert Gibbons, Virginia Chapman (Martha), Paul Bryar, John Tate (State Policeman)

## Address Unknown
- Prima televisiva: 1958

### Trama
- Guest star: Tom Drake

## Story of Sister Bridgit
- Prima televisiva: 1º dicembre 1958

### Trama
- Guest star: Gary Vinson (Andrew), Ann Morrison (Mrs. Dunlop), Robert Foulk (Carl Dunlop), Steve Stevens (Frank Turner), James Nichols (agente di polizia), Sid Howe (contadino), Joseph Hamilton (Proprietor), Brandon Beach (Elderly Man), Josephine Hutchinson (Sorella Bridgit)

## The Midnight Show
- Prima televisiva: 1958

### Trama
- Guest star: Ross Martin, Fay Spain

## 27 Pieces of Gold
- Prima televisiva: 1958

### Trama
- Guest star:

## Dead on Arrival
- Prima televisiva: 1958

### Trama
- Guest star:

## Act of Fate
- Prima televisiva: 1958

### Trama
- Guest star:

## Always a Gentleman
- Prima televisiva: 5 gennaio 1959

### Trama
- Guest star:

## Road Block
- Prima televisiva: 12 gennaio 1959

### Trama
- Guest star:

## C.O.D.
- Prima televisiva: 19 gennaio 1959

### Trama
- Guest star:

## Rest in Peace
- Prima televisiva: 26 gennaio 1959

### Trama
- Guest star: Bruce Bennett (Walter Meredith), Virginia Gregg (Mrs. Weldon), Phillip Terry (Jay Green), Harry Bartell (Arthur Stanley), James Kirkwood (Mr. Cartwright), Wally Cassell (uomo), Sidney Clute (poliziotto), James Waters (poliziotto)